# Bibcode
Bibcode — ідентифікатор, широко вживаний в астрономії для посилань на літературу. Був розроблений для використання в SIMBAD і базі даних з позагалактичних об'єктів NED, але потім став використовуватися більш широко, наприклад, в ADS (Астрофізична інформаційна система НАСА). Код завжди складається з 19 символів і має форму
де:
- YYYY — рік публікації;
- JJJJJ — код журналу, монографії або збірки;
- VVVV — номер тому, якщо видання періодичне. В інших випадках замінюється літерою, що характеризує тип видання: B — книга, C — каталог, M — електронне видання (наприклад, магнітна стрічка чи CD-диск), P — препринт, R — доповідь чи збірка доповідей конференції, S — робота симпозіуму, T — тези, U — неопублікована праця. Для багатотомних робіт після цієї літери стоїть номер тому (2 цифри);
- M — використовується лише за потреби для усунення неоднозначностей. Наприклад, тут може бути літерне позначення розділу журналу (L для секції Letters і так далі);
- PPPP — номер початкової сторінки;
- A — перша літера прізвища першого автора.

Точки (.) використовуються для заповнення невикористаних полів, щоб довжина кожного поля завжди дорівнювала стандартній. Ці точки додаються праворуч для коду JJJJJ і ліворуч для номера тому і сторінки.
Приклади bibcode:
| Bibcode                                                            |  | Посилання |
| 1974AJ.....79..819H [Архівовано 8 серпня 2018 у Wayback Machine.]  |  | Heintz, W. D. (1974). Astrometric study of four visual binaries. The Astronomical Journal. 79: 819—825. Bibcode:1974AJ.....79..819H. doi:10.1086/111614.                                                                               |
| 1924MNRAS..84..308E [Архівовано 13 жовтня 2007 у Wayback Machine.] |  | Eddington, A. S. (1924). On the relation between the masses and luminosities of the stars. Monthly Notices of the Royal Astronomical Society. 84: 308—332. Bibcode:1924MNRAS..84..308E.                                                |
| 1970ApJ...161L..77K [Архівовано 13 жовтня 2007 у Wayback Machine.] |  | Kemp, J. C.; Swedlund, J. B.; Landstreet, J. D.; Angel, J. R. P. (1970). Discovery of circularly polarized light from a white dwarf. The Astrophysical Journal Letters. 161: L77—L79. Bibcode:1970ApJ...161L..77K. doi:10.1086/180574. |